# Andrej Krivov
Andrej Vladimirovič Krivov (in russo Андрей Владимирович Кривов?; Moršansk, 24 settembre 1976) è un ex calciatore russo, di ruolo centrocampista.

## Carriera

### Club
Ha giocato nella prima divisione russa.

### Nazionale
Ha partecipato ai Mondiali Under-20 del 1995 ed agli Europei Under-21 del 1998.